# Самуил (пророк)
Вижте пояснителната страница за други значения на Самуил.
Самуил е библейски пророк и първосвещеник на Йехова. Той е и последния и най-известен от т.нар. Съдии на Израил. Живee през 11 век пр.н.е.
Ученик и приемник на предишния първосвещеник на име Илий, който го отглежда, след като родителите му, изпълнявайки обета си да го посветят на Бога, му го предават в ранна възраст. Наследява го вместо оказалите се недостойни негови синове. Самият Самуил има двама сина, на които се надява да предаде ръководството над народа, но те отначало са непопулярни поради греховете си, а по-късно загиват в битка.
След него евреите са оглавени от Саул от Вениаминовото коляно, първия цар на Обединеното еврейско царство (включващо всичките Дванадесет племена на Израил), когото той самият избира (в Библията - го открива, когато той е само беден пастир, отличаващ се главно с високия си ръст, и му съобщава, че това е решението на Господ, което после е потвърдено и чрез теглене на жребий). Двамата известно време си сътрудничат в борбата с филистимците и други враждебни спрямо евреите народности, населяващи Ханаан, но по-късно влизат в остър конфликт. Тогава Самуил урежда появата на нов претендент за властта, - бъдещият цар Давид (тогава още член на племето Юда, намиращ се в ранна юношеска възраст и известен не като воин, а като музикант), - помазва го и го подкрепя в първите години от съперничеството му със Саул. Впоследствие Самуил умира без да се е помирил със стария цар и преди възцаряването на новия. Преди последната си и фатална за него битка с филистимците, които тогава са в съюз с Давид, Саул се допитва до призрака му (с помощта на някаква некромантка, известна като Аендорската вещица) за да разбере предварително изхода й и е допълнително обезкуражен от предполагаемия му отговор.